# Pau d'Arco (Pará)
Pau d'Arco est une municipalité brésilienne située dans l'État du Pará.